# Tournoi pré-olympique féminin de l'OFC 2012
Pour un article plus général, voir Tournoi féminin de football aux Jeux olympiques d'été de 2012.
Navigation
Pékin 2008 Rio de Janeiro 2016
Le Tournoi pré-olympique féminin de l'OFC 2012 est la troisième édition du tournoi pré-olympique féminin de l'OFC et s'est tenu du 1er mars au 4 avril 2012. 
Les fédérations affiliées à la FIFA participent par le biais de leur équipe féminine à ces épreuves de qualification. Une équipe rejoint ainsi la Grande-Bretagne, nation hôte de la compétition, pour affronter lors du Tournoi féminin de football aux Jeux olympiques d'été de 2012 les meilleures nations mondiales. Contrairement au tournoi pré-olympique masculin, il n'y a pas de restriction d'âge pour participer à la compétition.

## Format du tournoi pré-olympique
Les cinq équipes inscrites pour participer à la compétition se sont affrontées suivant le format ci-dessous :
Premier tour
L'équipe ayant participé à l'édition précédente des jeux olympiques (Nouvelle-Zélande), est directement qualifié pour la finale et donc exempté de ce premier tour. Les quatre autres équipes s'affrontent lors d'un mini-championnat dans un seul et unique lieu. Les deux premiers s'affrontent ensuite lors d'une finale dont le vainqueur est qualifié pour la finale de la zone.
Finale
Les deux équipes qualifiées s'affrontent lors de confrontations aller-retour pour se qualifier pour le tournoi féminin des Jeux olympiques d'été de 2012.
Règles de départage
Pour la phase de groupe, chaque équipe reçoit trois points pour une victoire et un pour un match nul. Le CIO en accord avec la FIFA, a déterminé que le départage se fait comme suit (il s'agit du même règlement pour tous les groupes de qualification et de phase finale) :
1. le plus grand nombre de points obtenus dans tous les matches du groupe ;
2. la différence de buts dans tous les matches du groupe ;
3. le plus grand nombre de buts marqués dans tous les matches du groupe ;
4. le plus grand nombre de points obtenus dans les matches de groupe entre les équipes à égalité ;
5. la différence de buts particulière dans les matches de groupe entre les équipes à égalité ;
6. le plus grand nombre de buts marqués dans les matches de groupe entre les équipes à égalité ;
7. le critère du fair-play basé sur le nombre de cartons jaunes et rouges reçus.
8. un match de barrage est organisé avec possibilité de prolongations et de tirs au but.

Pour la phase finale du premier tour, si les deux équipes sont à égalité, une prolongations puis une séance de tirs au but sont organisées.
Pour la finale de la zone, en cas d'égalité sur la somme des deux matchs, la règle des buts marqués à l'extérieur est appliquée. Si les deux équipes sont toujours à égalité, une prolongations puis une séance de tirs au but sont organisées.

## Premier tour

### Phase de groupe
Classement
| Rang | Équipe                    | Pts | J | G | N | P | Bp | Bc | Diff |
| ---- | ------------------------- | --- | - | - | - | - | -- | -- | ---- |
| 1    | Papouasie-Nouvelle-Guinée | 9   | 3 | 3 | 0 | 0 | 20 | 3  | +17  |
| 2    | Tonga                     | 6   | 3 | 2 | 0 | 1 | 11 | 5  | +6   |
| 3    | Samoa                     | 3   | 3 | 1 | 0 | 2 | 7  | 16 | -9   |
| 4    | Vanuatu                   | 0   | 3 | 0 | 0 | 3 | 6  | 20 | -14  |

|  | Qualifié pour la finale.                                                                                           |
|  | Pts points ; G victoires ; N match nuls ; P défaites Bp buts marqués ; Bc buts encaissés ; Diff différence de buts |

Matches
| 1 mars 2012  | Tonga                                                                                                 | 5 - 2 | Vanuatu                               | Centre Loto-Tonga, ʻAtele                         |                                                   |
| 13:00 UTC+13 | Piuingi Feke 31e · Salome Va'enuku 42e · Piuingi Feke 47e · Kiana Mu'amoholeva 56e · Piuingi Feke 61e |       | Serah Thompson 62e · Joella Avock 90e | Spectateurs : 700 Arbitrage : Anna-Marie Keighley | Spectateurs : 700 Arbitrage : Anna-Marie Keighley |
| 13:00 UTC+13 | Rapport                                                                                               |       |                                       | Spectateurs : 700 Arbitrage : Anna-Marie Keighley | Spectateurs : 700 Arbitrage : Anna-Marie Keighley |

| 1 mars 2012  | Papouasie-Nouvelle-Guinée | 7 - 2 | Samoa                                       | Centre Loto-Tonga, ʻAtele                 |                                           |
| 15:30 UTC+13 | Fatima Rama 7e · Linah Honeakii 12e · Linah Honeakii 38e · Rumona Morris 45e · Daisy Winas 86e · Sandra Birum 87e · Sandra Birum 90e |       | Lanuola Mulipola 19e · Tamasailau Leuta 70e | Spectateurs : 250 Arbitrage : Tupou Patia | Spectateurs : 250 Arbitrage : Tupou Patia |
| 15:30 UTC+13 | Rapport |       |                                             | Spectateurs : 250 Arbitrage : Tupou Patia | Spectateurs : 250 Arbitrage : Tupou Patia |

| 3 mars 2012  | Tonga   | 0 - 2 | Papouasie-Nouvelle-Guinée           | Centre Loto-Tonga, ʻAtele                    |                                              |
| 13:00 UTC+13 |         |       | Zeen Limbai 32e · Deslyne Siniu 48e | Spectateurs : 800 Arbitrage : Averii Jacques | Spectateurs : 800 Arbitrage : Averii Jacques |
| 13:00 UTC+13 | Rapport |       |                                     | Spectateurs : 800 Arbitrage : Averii Jacques | Spectateurs : 800 Arbitrage : Averii Jacques |

| 3 mars 2012  | Samoa                                                                       | 4 - 3 | Vanuatu                                            | Centre Loto-Tonga, ʻAtele                    |                                              |
| 15:30 UTC+13 | Hazel Peleti 24e · Hazel Peleti 63e · Hazel Peleti 84e · Inconnue 80e (csc) |       | Lisa Batick 5e · Lisa Batick 29e · Fina Angelo 43e | Spectateurs : 200 Arbitrage : Finau Vulivuli | Spectateurs : 200 Arbitrage : Finau Vulivuli |
| 15:30 UTC+13 | Rapport                                                                     |       |                                                    | Spectateurs : 200 Arbitrage : Finau Vulivuli | Spectateurs : 200 Arbitrage : Finau Vulivuli |

| 5 mars 2012  | Samoa            | 1 - 6 | Tonga | Centre Loto-Tonga, ʻAtele                 |                                           |
| 13:00 UTC+13 | Hazel Peleti 38e |       | Laite Si'i Manu 4e · Piuingi Feke 30e · Piuingi Feke 33e · Piuingi Feke 34e · Piuingi Feke 45e · Kiana Mu'amoholeva 45e | Spectateurs : 600 Arbitrage : Nelson Sogo | Spectateurs : 600 Arbitrage : Nelson Sogo |
| 13:00 UTC+13 | Rapport          |       | | Spectateurs : 600 Arbitrage : Nelson Sogo | Spectateurs : 600 Arbitrage : Nelson Sogo |

| 5 mars 2012  | Vanuatu            | 1 - 11 | Papouasie-Nouvelle-Guinée | Centre Loto-Tonga, ʻAtele                         |                                                   |
| 15:30 UTC+13 | Junane Ishmael 42e |        | Georgina Kaikas 6e · Deslyne Siniu 19e · Deslyne Siniu 22e · Esther Muta 56e · Georgina Kaikas 57e · Deslyne Siniu 63e (pen.) · Barbra Muta 73e · Fatima Rama 79e · Daisy Winas 85e · Daisy Winas 89e · Deslyne Siniu 89e | Spectateurs : 100 Arbitrage : Anna-Marie Keighley | Spectateurs : 100 Arbitrage : Anna-Marie Keighley |
| 15:30 UTC+13 | Rapport            |        | | Spectateurs : 100 Arbitrage : Anna-Marie Keighley | Spectateurs : 100 Arbitrage : Anna-Marie Keighley |

### Match pour la troisième place
| 7 mars 2012  | Samoa   | 0 - 2 | Vanuatu                                 | Loto-Tonga Centre, ʻAtele                 |                                           |
| 13:00 UTC+13 |         |       | Elodie Samuel 20e · Leisale Solomon 24e | Spectateurs : 150 Arbitrage : Tupou Patia | Spectateurs : 150 Arbitrage : Tupou Patia |
| 13:00 UTC+13 | Rapport |       |                                         | Spectateurs : 150 Arbitrage : Tupou Patia | Spectateurs : 150 Arbitrage : Tupou Patia |

### Finale
| 7 mars 2012  | Papouasie-Nouvelle-Guinée         | 2 - 0 | Tonga | Loto-Tonga Centre, ʻAtele                    |                                              |
| 15:30 UTC+13 | Fatima Rama 47e · Barbra Muta 49e |       |       | Spectateurs : 800 Arbitrage : Finau Vulivuli | Spectateurs : 800 Arbitrage : Finau Vulivuli |
| 15:30 UTC+13 | Rapport                           |       |       | Spectateurs : 800 Arbitrage : Finau Vulivuli | Spectateurs : 800 Arbitrage : Finau Vulivuli |

### Récompenses
Un certain nombre de récompenses ont été attribuées lors de ce tournoi.
| Meilleure joueuse | Meilleure gardienne | Meilleure buteuse     | Fairplay |
| ----------------- | ------------------- | --------------------- | -------- |
| Deslyne Siniu     | Lupe Likiliki       | Piuingi Feke (7 buts) | Vanuatu  |

## Finale de la zone
| Match aller               | Nouvelle-Zélande | 8 - 0 | Papouasie-Nouvelle-Guinée | Okara Park, Whangarei                         |                                               |
| 31 mars 2012 17:00 UTC+13 | Hannah Wilkinson 6e · Rebecca Smith 13e · Sarah Gregorius 40e · Amber Hearn 43e · Rosie White 63e · Ria Percival 70e · Rosie White 89e · Amber Hearn 90e |       |                           | Spectateurs : 2 243 Arbitrage : Rakesh Varman | Spectateurs : 2 243 Arbitrage : Rakesh Varman |
| 31 mars 2012 17:00 UTC+13 | Rapport |       |                           | Spectateurs : 2 243 Arbitrage : Rakesh Varman | Spectateurs : 2 243 Arbitrage : Rakesh Varman |

| 4 avril 2012 | Papouasie-Nouvelle-Guinée | 0 - 7 | Nouvelle-Zélande | Stade PMRL, Port Moresby                       |                                                |
| 14:00 UTC+10 |                           |       | Hayley Moorwood 13e · Sarah Gregorius 32e · Hannah Wilkinson 37e · Inconnue 42e (csc) · Anna Green 49e · Betsy Hassett 70e · Sarah Gregorius 84e (pen.) | Spectateurs : 1 650 Arbitrage : Norbert Hauata | Spectateurs : 1 650 Arbitrage : Norbert Hauata |
| 14:00 UTC+10 | Rapport                   |       | | Spectateurs : 1 650 Arbitrage : Norbert Hauata | Spectateurs : 1 650 Arbitrage : Norbert Hauata |